# 组织细胞增多症
医学中，组织细胞增生（英語：Histiocytosis）是指组织细胞（组织巨噬细胞）之过量存在；组织细胞增多症或组织细胞增生症常被用来指代一系列以此为特征的罕见病。偶见以此名称指代个别疾病，但如此会致歧义。
据美国组织细胞增生症协会，在美国，每20万名出生儿中就有1名该症患儿，协会还指出，尽管该症会影响成年人，多数确诊人群为10岁以下的幼儿。加利福尼亚大学旧金山分校下属网站称该症常发生于自出生至15岁的时间段内。
组织细胞增多症（以及恶性组织细胞增多症）在兽医学和人体病理学上均极其重要。

## 分类及其关联
该症分类有诸多系统，互相竞争，均可能见诸使用。根据1999年世界卫生组织所提议之分类，该症可分为三类；而ICD-10和MeSH二者间稍有不同，与前述分类差异较大。三种分类对比如下：
| 病名                               | WHO | ICD-10 | MeSH                       |
| 郎格罕细胞组织细胞增生症 (LCH)     | I   | D76.0  | 郎格罕细胞组织细胞增生症   |
| 幼年黄色肉芽肿 (JXG)               | II  | D76.3  | 非郎格罕细胞组织细胞增生症 |
| 噬血细胞性淋巴组织细胞增多症 (HLH) | II  | D76.1  | 非郎格罕细胞组织细胞增生症 |
| 尼曼匹克症                         | II  | E75.2  | 非郎格罕细胞组织细胞增生症 |
| 海蓝组织细胞增生症                 | II  | -      | 非郎格罕细胞组织细胞增生症 |
| 急性单核细胞白血病                 | III | C93.0  | 恶性组织细胞病             |
| 恶性组织细胞增生症                 | III | C96.1  | 恶性组织细胞病             |
| Erdheim–Chester病                  | II  | C96.1  | 恶性组织细胞病             |

郎格罕细胞组织细胞增生症的种类又分“骨嗜酸性肉芽肿”、“汉德-许勒尔-克思斯琴病”、“勒-雪病“、“组织细胞增生症X
“。(详情参见郎格罕细胞组织细胞增生症，关于疾病名称请参见注释)
或者组织细胞增生症可以被分为以下几类:714–724
- X型组织细胞增生症（X-type histiocytoses）
- 非X型组织细胞增生症（Non-X histiocytoses）

## 常见治疗
- 化学疗法：
  - 克拉屈滨(Cladribine)，也称2-氯脱氧腺苷、2CDA，商品名为克拉立平（Leustatin）；
  - 依托泊苷（Etoposide）；
  - 硫酸长春碱（Vinblastine，Velban)等。

（治疗相关内容仅供参考，请向专业人士咨询相关专业意见。）